# Epson HX-20
Epson HX-20 (также известный как HC-20) — портативный компьютер, часто называемый первым handheld-компьютером (удерживаемым в руке). Был анонсирован в ноябре 1981 года, но в продажу поступил в 1983 году. Журнал BusinessWeek назвал его «четвёртой революцией в персональных компьютерах».
Размером примерно с лист А4, Epson HX-20 имел полноценную клавиатуру, встроенный монохромный LCD-дисплей с разрешением 120×32 пикселя (меньше чем у любого современного мобильного телефона), матричный калькуляторный принтер, никель-кадмиевые аккумуляторы, язык программирования EPSON Basic, расширяемое ОЗУ и съёмный микрокассетный магнитофон с отказоустойчивой записью. 
Операционная система — собственная, Epson, которая содержала интерпретатор языка EPSON BASIC и системный монитор.
Компьютер позволял держать в ОЗУ до 5 запущенных программ и файлов, мгновенно переключаться между ними и обмениваться данными.
Главная шина компьютера была последовательной, последовательными были и все внешние интерфейсы, включая выход внешнего монитора.
Кассета в магнитофоне перед использованием форматировалась, что резко упрощало обращение с компьютером: пользователю не нужно было самостоятельно перематывать плёнку на нужное место — поиск информации происходил полностью автоматически.
Вес примерно 1,6 кг. Популярные цвета корпуса — серебристый и кремовый, хотя некоторые прототипы были тёмно-серыми. HX-20 поставлялся с серым футляром. Также были доступны:
- внешний модем CX-20,
- внешний дисковод TF-20 (интерфейс совместим с дисководами компьютеров Commodore),
- внешнее устройство синтеза речи «RealVoice»,
- сменные блоки ПЗУ с прошитым софтом (подключаются вместо магнитофона).

Время работы компьютера от одного заряда аккумуляторов достигало 50 часов, а потребляемый в простое ток не превышал 5 миллиампер.
Более поздняя модель, TRS-80 Model 100 line, спроектированная Kyocera, унаследовала многое от HX-20.

## Подобные модели
- HC-80
- HC-88
- HX-20
- HX-40
- HX-45
- KX-1
- PX-16
- PX-4
- PX-8
- QX-10, QX-16
- EHT-30, EHT-40

## Проблемы
Наиболее частые жалобы поступают по поводу неисправностей встроенного аккумулятора. Впрочем, сегодня можно легко заменить Ni-Cd-аккумулятор на более совершенный Ni-MH.